# Gustave Gaspard Chaix d'Est-Ange

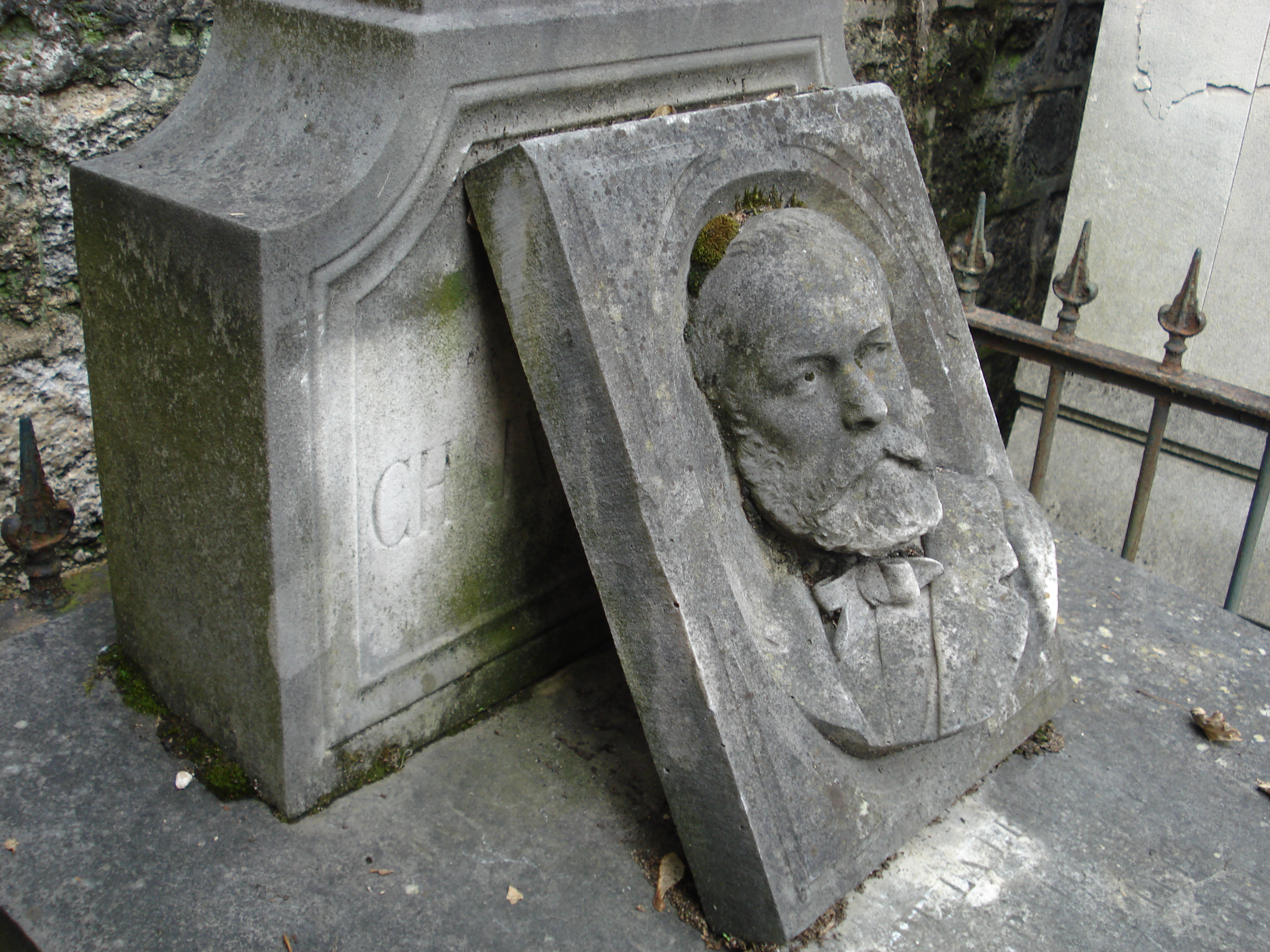
Tombeau de la famille Chaix d'Est-Ange - Cimetière de Montmartre.

Gustave Gaspard Chaix d'Est-Ange (9 juillet 1832 à Saint-Mandé - 22 mai 1887 à Paris 17e) est un avocat et homme politique français du XIXe siècle.

## Biographie
Fils de Gustave Louis Chaix d'Est-Ange, Gustave Gaspard Chaix d'Est-Ange suivit la même carrière que son père et s'inscrivit au barreau de Paris. Avocat de la maison de l'empereur Napoléon III, de plusieurs ministères et de la Société des artistes français, il fut l'un des défenseurs de Flaubert, poursuivi pour Madame Bovary et contribua au succès de son client.
Il fut moins heureux lors du procès contre Baudelaire à propos des Fleurs du mal, mais il reçut du poète un exemplaire du recueil (1857) portant de sa main au crayon la liste des pièces condamnées et relié par Lortic frères, dont hérita en 1923 le marquis Emmanuel du Bourg de Bozas Chaix d'Est-Ange (reprod. p. 31 du catalogue de la vente de sa bibliothèque du 11 au 15 mai 1990).
Son mariage avec Mlle Sipière (1862) le fixa la plus grande partie de l'année dans la Gironde, où il devint conseiller général pour le canton de Pellegrue (1864-1871 et 1874-1880). Le 24 mai 1869, la 5e circonscription de la Gironde l'élut, comme candidat officiel du gouvernement impérial, député au Corps législatif : il l'emporta sur le second duc Decazes.
Député peu actif, il fut cependant nommé chevalier de la Légion d'honneur le 22 novembre 1860. Son vote fut acquis, jusqu'au « 4 septembre », à toutes les propositions gouvernementales, notamment à la déclaration de guerre à la Prusse. Il abandonna alors la vie politique.
Il servit dans la garde nationale lors du siège de Paris par les Prussiens, puis se retira en Gironde où il acquit, en 1876, le château de Lascombe (Médoc).
Il est inhumé avec son épouse dans le caveau de famille au cimetière Montmartre, 21e division, côté avenue Cordier, contre le muret de séparation avec la partie haute de la division.

## Distinctions
- Chevalier de la Légion d'honneur (22 novembre 1860)[6]

## Postérité
De son union, le 5 mai 1862 à Paris VIIIe, avec Jeanne Cléophile Joséphine Sipière (29 septembre 1843 - Paris † 29 octobre 1917 - Paris), fille du banquier Théophile Sipière (1809-1870) et de Julie Joséphine Archdeacon (1817-1902), Gustave Gaspard Chaix d'Est-Ange eut deux enfants :
- Gustave Chaix d'Est-Ange (1863-1923), généalogiste ;
- Jeanne-Marie Chaix d'Est-Ange, mariée avec le baron Joseph du Teil, avocat à la cour d’appel de Paris. En 1921, la baronne Jeanne-Marie du Teil, offre au musée Sandelin de Saint-Omer, une importante collection d’œuvres d'art, en souvenir de son mari Joseph, mort pour la France pendant la guerre de 1914-1918[8].